# Liste der Attentate auf Saddam Hussein
In der Liste der Attentate auf Saddam Hussein werden Attentate und Putschversuche auf Saddam Hussein, der von 1979 bis 1991 und von 1994 bis 2003 irakischer Premierminister war und das Land dabei diktatorisch regierte, aufgeführt.

## Hintergrund
Auf Saddam Hussein wurden seit 1973 mindestens 16 Attentate verübt. Immer wieder, selbst aus seinem innersten Zirkel, wurden Attentate oder Putschversuche vermeldet. Aus Angst vor Anschlägen entwickelte Saddam Hussein ein System von Doppelgängern für sich und seine Familie und benutzte aus Furcht kaum oder völlig unregelmäßig seine Paläste. Verschiedene Quellen berichten, er habe selten mehr als eine Nacht an einem Ort geschlafen und nachts den Aufenthaltsort überraschend gewechselt. Seine Wege und Termine sollen keinem Muster gefolgt sein. Menschen, Gegenstände oder Lebensmittel, die ihm nahekamen, sollen auf Gefahren (Waffen, Gifte, Sprengstoffe etc.) überprüft worden sein.

## Liste
Die Liste der Attentate auf Saddam Hussein kann keinen Anspruch auf Vollständigkeit erheben, da nur die öffentlich gewordenen Attentate Erwähnung finden können.
| Datum              | Beschreibung |
| ------------------ | --- |
| 30. Juni 1973      | Der schiitische Sicherheitschef General Nadhim Kazar unternimmt einen Putschversuch gegen Ahmad Hasan al-Bakr und Saddam Hussein. Die Verschwörung wird aufgedeckt, Kazar und seine Anhänger werden getötet. Nach diesem Putschversuch wird der irakische Geheimdienst mit Hilfe des KGB reformiert. |
| 8. Juli 1982       | Die Islamische Dawa-Partei bereitet einen Anschlag während eines Besuchs in der Stadt Dudschail vor. Mit Maschinengewehren und RPG-7 wird die Wagenkolonne von Saddam Hussein angegriffen. Zehn seiner Leibwächter sterben, sein Wagen wird getroffen, er bleibt jedoch unverletzt. Anschließend werden über 600 Dorfbewohner festgenommen, 148 Inhaftierte vermutlich hingerichtet. Das Massaker war der erste von zwölf Anklagepunkten gegen Hussein im Prozess 2005–2006. |
| 1983               | Barzan Ibrahim at-Tikriti veröffentlicht das Buch „Assassination Attempts on the Life of President Saddam Hussein“ und zählt darin sieben (ohne Dudschail) vereitelte Anschläge auf Saddam Hussein auf. |
| 1984               | Innerhalb der Streitkräfte des Irak gibt es einen Putschversuch, Grund dafür ist seine Kriegsführung im Ersten Golfkrieg. Ein Saddam-Hussein-Double wird dabei erschossen. |
| 9. April 1987      | In Mossul wird ein Anschlag auf die Wagenkolonne von Saddam Hussein verübt, er bleibt unverletzt, seine Leibwächter werden getötet. Der Anschlag fällt auf den Jahrestag der Ermordung von Muhammad Baqir as-Sadr. |
| 1990               | Angehörige des Stammes Dschubbur wollen Saddam Hussein ermorden, auch dieser Anschlag wird verhindert. |
| 1991               | Nicht genau definierter Anschlag. |
| 1992               | Die Wagenkolonne Saddam Husseins gelangt in einen Hinterhalt. |
| Juli 1996          | Der 1995 nach Jordanien geflüchtete Schwiegersohn von Saddam Hussein, Hussein Kamil Hassan und sein Bruder Saddam Kamil Hassan nehmen im Exil Kontakt zu der in London gegründeten Partei Iraqi National Accord (INA) von Iyad Allawi auf. Der im Juli 1996 gestartete Putschversuch scheitert, da es Saddam Husseins Geheimdienst zuvor gelungen war, den INA zu unterwandern.                                                                                              |
| 1997               | Ein Putschversuch durch Parteimitglied Ahmad Taha, der Saddam Hussein 1959 das Leben gerettet hatte, misslingt. Taha, mitbeteiligte Parteimitglieder und Generäle werden hingerichtet. |
| 30. September 2002 | Ein Luftwaffenpilot der irakischen Luftwaffe versucht, mit einer MiG-23 den Präsidentenpalast, in dem sich Saddam Hussein aufhält, zu bombardieren. Das Flugzeug wird von einer Luftabwehrrakete der Republikanischen Garde abgeschossen. Die Offiziere der Basis wurden langen Verhören unterzogen, der Pilot vor den Augen der Belegschaft des Stützpunktes verbrannt. |